# Santa María de la Isla
Santa María de la Isla település Spanyolországban, León tartományban. Lakosainak száma 443 fő (2024).

## Földrajza
Santa María de la Isla Riego de la Vega, San Cristóbal de la Polantera, Soto de la Vega és Palacios de la Valduerna községekkel határos.

## Népesség
A település lakosságának változását az alábbi diagram mutatja:
| Lakosok száma | 683  | 639  | 612  | 587  | 569  | 540  | 498  | 475  | 462  | 443  |
|               | 2001 | 2004 | 2007 | 2009 | 2012 | 2014 | 2017 | 2019 | 2022 | 2024 |